# Амслер, Марк
Ма́рк А́мслер (нем. Marc Amsler; 5 февраля 1891, Веве — 3 мая 1968, Сиерре) — швейцарский врач-офтальмолог, профессор офтальмологии Лозаннского, а затем Цюрихского университета. Создал и внедрил в мировую офтальмологическую практику тест Амслера — метод диагностики центрального поля зрения.

## Биография
Родился в 1891 году в Швейцарии. Закончил Лозаннский университет и, став врачом, специализацией выбрал офтальмологию. Стажировался в Париже (1918—1920), после чего открыл кабинет и занялся частной практикой.

### Период работы в Лозанне
В 1928 году Амслер стал ассистентом известного профессора Жюля Гонена в Лозанне, «отца хирургии отслойки сетчатки». Период работы под руководством именитого наставника характеризуется окончательным становлением Амслера, как опытного врача и исследователя. После смерти Гонена в 1935 году, Марк Амслер сменил своего учителя на должности профессора и возглавил офтальмологическую клинику в Лозанне.
Достижения периода:
- Предложил способ графической регистрации результатов исследования глазного дна — диаграмму Амслера-Дюбуа[4][5];
- Внёс значительный вклад в создание медали Жюля Гонена[исп.] — самой престижной награды в офтальмологии, которую Международный совет по офтальмологии (ICO) вручает 1 раз в 4 года[6][7].

### Период работы в Цюрихе
В 1944 году Марк Амслер покинул Лозанну и занял должность профессора офтальмологии в Цюрихском университете, сменив профессора Альфреда Фогта. Амслер работал в университете и руководил глазной клиникой в Цюрихе до 1961 года, когда его преемником стал Рудольф Витмер.
Достижения периода:
- В 1945[9] (по другим данным в 1947[10]) году предложил тест для функциональной диагностики центрального поля зрения. Идея применения самой сетки для теста, вероятно, принадлежит Эдмунду Ландольту, которую тот размещал внутри периметра — специального прибора для оценки поля зрения. Но в варианте Ландольта сетка не получила распространения в практике, а тест Амслера принёс автору всемирную известность[11];
- Совместно с Флорианом Верри[англ.], в 1946 году описал гифему после парацентеза (прокола) передней камеры при гетерохромном увеите Фукса[англ.][12], названную симптомом Амслера-Верри[13];
- Кроме изучения патологии сетчатки и сосудистой оболочки глаза, Амслер занимался исследованием роговицы, в частности диагностикой и лечением кератоконуса[14][15], а в 1951 году выполнил первую в своей клинике трансплантацию роговицы[16].

После завершения врачебной практики и работы в университете проживал в собственном доме в Вале. Умер в 1968 году, в возрасте 77 лет.

## Семья
Марк Амслер был женат на Маргарите Аге (1900—1983). В этом браке родились две дочери и четыре сына. Старший сын, Этьен (1922—1992), выбрал профессию врача; занимал должность доцента Лозаннского университета и заведовал урологическим отделением университетской клиники. 